# Фьерамоска, Этторе
Э́тторе Фьерамо́ска (итал. Ettore Fieramosca; 1476, Капуя, Кампания — 1515, Вальядолид) — итальянский кондотьер.

## Биография
Представитель знатного древнего рода Фьерамоска из Капуи. В 1492 году Этторе Фьерамоска поступил на службу к неаполитанскому королю Фердинанду II, который в Итальянских войнах сражался на стороне французского короля Карла VIII. В 1497 году Этторе отличился вместе со своим братом Гвидо при защите крепости Оффида в Фермо.
Во время Второй итальянской войны в 1502 году Фьерамоска сражался в Апулии под командованием Просперо и Фабрицио Колонна на стороне испанцев против французов.
Во время осады французами Барлетты 13 февраля 1503 года произошёл знаменитый Барлеттский вызов — состязание между итальянцами, воевавшими на стороне испанцев, и пленными французами, чтобы выяснить, какая нация более доблестная. 13 уверенных в своей победе французских рыцарей выступили против 13 итальянцев. В ожесточённой схватке французы потерпели поражение от итальянцев под предводительством Фьерамоски. После этого Фьерамоска стал графом Мильонико и получил феодальные владения.
В том же 1503 году он участвовал под командованием испанского полководца Гонсало Фернандеса де Кордова в битве при Чериньоле.

## Память
- В Барлетте был установлен памятник Фьерамоске, который вместе с самой крепостью был разрушен завоевавшими Неаполитанское королевство войсками Наполеона в 1805 году. Памятник восстановлен в 1846 году. Во времена Рисорджименто историческая фигура Этторе Фьерамоски получила большую известность, его образ подвергся идеализации.
- В 1833 году итальянский писатель и политик Массимо д′Адзельо написал роман «Этторе Фьерамоска».
- В 1915 и 1938 годах были сняты художественные кинофильмы о жизни Этторе Фьерамоска.
- Его имя было присвоено итальянской подводной лодке «Этторе Фьерамоска».
- В честь Этторе Фьерамоска названы улицы в Риме[3], Рагузе, Бари, Монце, Турине, Галларате, Вилласанта и др.
- В Риме сохранился средневековый дом-башня, в котором останавливался кондотьер в 1504 году. Он называется домом Этторе Фьерамоска[4].